# Rafaelia acanthoptera
Rafaelia acanthoptera är en tvåvingeart som först beskrevs av Wulp 1895.  Rafaelia acanthoptera ingår i släktet Rafaelia och familjen köttflugor. Inga underarter finns listade i Catalogue of Life.